# 阴口之战
阴口之战，公元前564年（周灵王八年，鲁襄公九年，晋悼公九年，楚共王二十七年，郑简公二年，齐灵公十八年，宋平公十二年，卫献公十三年，曹成公十四年，杞孝公三年，邾宣公十年，滕成公十一年，薛献公十五年，莒犂比公十三年），晋悼公率领十一国诸侯联军攻打郑国的作战。
前565年，郑国因为蔡国亲附楚国，于是攻打蔡国，俘虏蔡国司马公子燮，楚国令尹公子贞于是发兵攻打郑国，在晋悼公元年（前572年）伐郑之后，依附晋国七年的郑国再次依附楚国。前564年二月，郑简公到楚国朝见楚共王。十月，晋悼公联合鲁襄公、宋平公、卫献公、曹伯（曹成公）、莒子（莒犂比公）、邾子（邾宣公）、滕子（滕成公）、薛伯（薛献公）、杞伯（杞孝公）、小邾子（小邾穆公）、齐国世子光共十一国讨伐郑国。十月十一日，鲁国季孙宿、齐国的崔杼、宋国的皇郧跟晋国荀罃、士匄进攻鄟门。卫国的北宫括、曹国军队、邾国军队跟随晋国荀偃、韩起进攻师之梁门，滕国军队、薛国军队跟随晋国栾黡、士鲂进攻北门，杞国军队、郳国（小邾国）军队跟随晋国赵武、魏绛砍伐路边的栗树。十月十五日，联军驻扎在汜水边上，郑国人害怕，就派人求和。荀偃想要等待楚国救援，和楚军决战。诸侯都不想打仗，于是就允许郑国讲和。十一月初十日，郑国和诸侯在戏地结盟，郑国的六卿公子騑（子驷）、公子发（子国）、公子嘉（子孔）、公孙辄（子耳）、公孙虿（子蟜）、公孙舍之（子展）及他们的大夫、卿的嫡子，都跟随郑简公赴会。郑国在盟会上表示出夹在晋楚两国间为难的态度，晋悼公于是带领诸侯再次进攻郑国。十二月初五日，攻击郑国的三面城门，十二月二十日在阴阪渡河，侵袭郑国。驻扎在阴口然后撤军。子孔想要攻击晋军，被子展反对。楚共王进攻郑国，子驷主导郑国就和楚国讲和。公子罢戎进入郑国结盟，一起在中分盟誓。楚共王的母亲楚庄王夫人去世，楚共王没有能安定郑国就回国了。